# Zofia Suchcitzowa
Zofia Suchcitzowa (ur. 16 maja 1890 w Busku, zm. 3 lipca 1974 w Poznaniu) – polska zoolog, histolog, cytolog i histofizjolog, znawca skorupiaków, profesor Uniwersytetu im. Adama Mickiewicza w Poznaniu.

## Życiorys
Była córką Władysława Małaczyńskiego (urzędnika) oraz Cecylii z domu Poldenberg. Egzamin maturalny zdała we Lwowie. Od 1910 do 1914 była studentką Uniwersytetu Lwowskiego, gdzie uzyskała dyplom nauczyciela biologii. Od 1914 do 1915 uzupełniała wykształcenie w Wiedniu. W latach 1915–1919 była nauczycielką we lwowskim Gimnazjum Słowackiego. Od 1916 do 1918 pełniła też funkcję demonstratorki w uniwersyteckim Instytucie Zoologicznym. 
W 1919 przeniosła się do Poznania, gdzie nauczała w Żeńskim Seminarium Nauczycielskim im. Marii Konopnickiej, a także w liceach: Marii Magdaleny i Jana Kantego (od 1922). W tym czasie prowadziła też prace badawcze z cytologii i histologii na Uniwersytecie Poznańskim (Zakład Zoologii). Doktoryzowała się w 1930 (praca Badania nad budową i rozwojem gruczołów skórnych raka rzecznego). Od września 1939 do czerwca 1940 mieszkała we Lwowie i czasowo pracowała jako asystentka akademicka w zakresie weterynarii. Potem nauczała na tajnych kompletach w Krakowie. 
W lutym 1945 wróciła do Poznania, gdzie do 1951 pracowała jako nauczycielka gimnazjalna. W 1948 habilitowała się z anatomii mikroskopowej (praca Badania cytologiczne gruczołów skórnych raka rzecznego oraz rozważania nad czynnościowym znaczeniem struktur plazmatycznych). W tym samym roku rozpoczęła wykłady na Uniwersytecie Poznańskim (histologia i metodyka nauczania biologii). W 1951 została docentem przy Zakładzie Zoologii Ogólnej. Od 1955 była profesorem nadzwyczajnym, a od 1957 kierowała Zakładem Fizjologii Zwierząt UAM (do 1960, kiedy to przeszła na emeryturę).

## Zainteresowania naukowe
Badała głównie skorupiaki, rozwijała kierunek histofizjologiczny, który jej uczniowie rozbudowywali potem o problematykę cytofizjologiczną i cytochemiczną. Opublikowała około 30 prac naukowych.

## Rodzina
Od 1921 była żoną polonisty, dr Władysława Suchcitza i miała z nim syna Jana, który urodził się w 1922. 